# 서울면일초등학교
서울면일초등학교는 대한민국 서울특별시 중랑구 용마산로100길 13 (망우동)에 있는 초등학교다.

## 학교 연혁
- 1983년 4월 21일: 개교
- 2023년 4월 21일: 개교 40주년